# Arronches
Arronches es una villa portuguesa del distrito de Portalegre, región Alentejo y comunidad intermunicipal del Alto Alentejo, con cerca de 2100 habitantes.
Es sede de un municipio con 314,52 km² de área y 3389 habitantes (2001), subdividido en 3 freguesias. El municipio limita al norte con el municipio de Portalegre, al nordeste con España, al este con Campomayor, al sur con Elvas y al oeste con Monforte.

## Demografía
| Gráfica de evolución demográfica de Arronches entre 1864 y 2021 |
|                                                                 |
| Datos según el nomenclátor publicado por el INE portugués.      |

## Freguesias
- Assunção
- Esperança
- Mosteiros